# Chapsa phlyctidioides
Chapsa phlyctidioides är en lavart som först beskrevs av Johannes Müller Argoviensis, och fick sitt nu gällande namn av Mangold. Chapsa phlyctidioides ingår i släktet Chapsa och familjen Graphidaceae.   Inga underarter finns listade i Catalogue of Life.